# Anthophorini
Las abejas Anthophorini pertenecen a la familia Apidae; esta tribu tiene más de 750 especies distribuidas en todo el mundo. Antes se la consideraba una familia aparte, Anthophoridae. Los géneros Amegilla y Anthophora son los más numerosos, con la mayoría de las especies. Son todas especies solitarias, es decir que cada una mantiene su nido independientemente; si bien algunas forman grandes agrupaciones. La gran mayoría hacen sus nidos en el suelo, ya sea en terreno horizontal o en barrancas; por eso se las llama abejas cavadoras, no hay que confundirlas con las de la tribu Centridini también llamadas abejas cavadoras. Las larvas se desarrollan dentro de celdillas forradas con material impermeable; no hilan un capullo antes de entrar en el estadio de pupa, como otras larvas de himenópteros.
Los caracteres que sirven para identificar a las abejas de esta tribu son muy sutiles, sin embargo es relativamente fácil identificarlas. Son generalmente grandes, de hasta 3 cm, robustas, vellosas con caras prominentes; la porción apical de las alas presenta numerosas papilas microscópicas. El abdomen es estriado y en muchas especies del Viejo Mundo estas bandas son de un azul metálico. Las alas parecen desproporcionadamente cortas comparadas con las de otras abejas. El zumbido que hacen al volar tiene un sonido característico, casi como un gemido. Los machos generalmente tienen marcas faciales blancas o amarillas. En algunos casos tienen patas modificadas.
Son polinizadores importantes, en especial algunas especies, tal como Habropoda laboriosa que practica la polinización por zumbido y que es usada en los cultivos de arándanos.